# Barbara Fusar Poli
Barbara Fusar Poli (Sesto San Giovanni, 6 februari 1972) is een Italiaans voormalig kunstschaatsster. Ze nam met haar schaatspartner Maurizio Margaglio deel aan drie edities van de Olympische Winterspelen: Nagano 1998, Salt Lake City 2002 en Turijn 2006. In 2002 wonnen Fusar Poli en Margaglio olympisch brons bij het ijsdansen. Ze werden in 2001 Europees- en wereldkampioen.

## Biografie
Fusar Poli begon in 1982 met schaatsen. Ze schaatste begin jaren 90 met Matteo Bonfa en Alberto Reani. Toen Reani stopte met de sport, vroeg Fusar Poli aan Maurizio Margaglio of hij met haar wilde schaatsen. Ze eindigden bij de EK 1995 op de tiende plek en de resultaten werden elk jaar beter. In het seizoen 1999/00 wonnen ze hun eerste EK- en WK-medailles (beide zilver). Het jaar erop was zeer succesvol voor Fusar Poli en Margaglio. Als eerste Italianen werden ze wereldkampioen bij het kunstschaatsen.
Ze namen deel aan drie edities van de Olympische Winterspelen. In 2002 wonnen ze olympisch brons. Bij de overige deelnames eindigden ze als 6e in zowel 1998 als in 2006. In 2006 stonden Fusar Poli en Margaglio verrassend op de eerste plaats na de verplichte dans. In de laatste vijf seconden van hun originele dans ging Margaglio onderuit en liet hij Fusar Poli uit zijn handen glippen. Fusar Poli huwde in 2000 met shorttracker Diego Cattani, met wie ze een dochter (2004) en een zoon (2009) kreeg.

## Belangrijke resultaten
1989-1991 met Matteo Bonfa, 1992-1994 met Alberto Reani, 1994-2006 met Maurizio Margaglio
| Kampioenschap           | 89/90 | 90/91 |               | 92/93         | 93/94         |               | 94/95         | 95/96         | 96/97         | 97/98         | 98/99         | 99/00         | 00/01         | 01/02         |               | 05/06 |
| ----------------------- | ----- | ----- | ------------- | ------------- | ------------- | ------------- | ------------- | ------------- | ------------- | ------------- | ------------- | ------------- | ------------- | ------------- | ------------- | ----- |
| Olympische Spelen       |       |       |               |               |               |               |               | 6e            |               |               |               | Brons         |               | 6e            |               |       |
| Wereldkampioenschap     |       |       | 22e           | 17e           |               | 10e           | 9e            | 5e            | 5e            | Zilver        | Goud          |               |               |               |               |       |
| Europees kampioenschap  |       |       |               | 17e           | 10e           | 8e            | 7e            | 5e            | 4e            | Zilver        | Goud          | Zilver        |               |               |               |       |
| Grand Prix-finale       |       |       |               |               |               |               |               | 5e            | 5e            | Zilver        | Goud          | 4e            |               |               |               |       |
| Nationaal kampioenschap |       |       |               |               | Goud          | Goud          | Goud          | Goud          | Goud          | Goud          | Goud          | Goud          |               | Goud          |               |       |
| WK junioren             | 15e   | 10e   | geen deelname | geen deelname | geen deelname | geen deelname | geen deelname | geen deelname | geen deelname | geen deelname | geen deelname | geen deelname | geen deelname | geen deelname | geen deelname |       |